# Ljusabborrtjärnen (Boteå socken, Ångermanland)
Ljusabborrtjärnen är en sjö i Sollefteå kommun i Ångermanland och ingår i Ångermanälvens huvudavrinningsområde. Sjön har en area på 0,0795 kvadratkilometer och ligger 223,1 meter över havet.

## Delavrinningsområde
Ljusabborrtjärnen ingår i det delavrinningsområde (701538-160094) som SMHI kallar för Utloppet av Vädersjön. Medelhöjden är 236 meter över havet och ytan är 14,37 kvadratkilometer. Räknas de 11 avrinningsområdena uppströms in blir den ackumulerade arean 73,95 kvadratkilometer. Högforsån (Norsjöån) som avvattnar avrinningsområdet har biflödesordning 2, vilket innebär att vattnet flödar genom totalt 2 vattendrag innan det når havet efter 27 kilometer. Avrinningsområdet består mestadels av skog (83 procent). Avrinningsområdet har 1,81 kvadratkilometer vattenytor vilket ger det en sjöprocent på 12,6 procent.